# Ifeanyi Emeghara
Ifeanyi Emeghara (Lagos, Nigeria, 24 de marzo de 1984) es un futbolista nigeriano. Juega de defensa y actualmente está sin equipo.

## Biografía
Ifeanyi Emeghara empezó su carrera profesional en el FC Ebedei en 2002. Por aquel entonces el equipo jugaba en la segunda división de Nigeria.
Al año siguiente se marcha a Serbia para jugar con el FK Teleoptik. Después de su primera temporada el Partizan de Belgrado se fija en él y lo ficha. Con este equipo debuta en la máxima categoría del fútbol serbio, la Meridijan Superliga. En su primer año en el club se proclama campeón de Liga. Al año siguiente intenta revalidar el título, aunque el objetivo no se consigue, quedando segundo en la clasificación, por detrás del Estrella Roja.
En 2006 se marcha a jugar a Rumania con el FCU Politehnica Timişoara, club que pagó 650000 dólares para poder hacerse con sus servicios. Con este equipo debuta en la Liga I. Fue el 11 de marzo en el partido Politehnica Iaşi 0-1 Politehnica Timişoara. Alcanza la final de la Copa de Rumania en 2007, final que perdió por dos goles a cero contra el Rapid de Bucarest. En esta época sufrió una lesión que le mantuvo alejado de los terrenos de juego tres semanas. Fue en enero de 2007, cuando Ifeanyi Emeghara se rompió el antebrazo izquierdo cuando se encontraba de vacaciones en su país natal.
El 25 de julio de 2007 firma un contrato con su actual club, el Steaua de Bucarest. El Steaua tuvo que desembolsar 1,2 millones de euros para poder ficharlo. Debutó en un partido contra el Rapid de Bucarest (0-0). Emeghara ayuda al club a quedar segundo en el campeonato liguero (por detrás del CFR Cluj) en su primera temporada.

## Selección nacional
Ha sido internacional con la Selección de fútbol de Nigeria en 2 ocasiones. Su debut como internacional se produjo el 17 de noviembre de 2007 en el partido Nigeria 0-1 Australia.

## Clubes
| Club                      | País       | Año       |
| ------------------------- | ---------- | --------- |
| FC Ebedei                 | Nigeria    | 2002-2003 |
| FK Teleoptik              | Serbia     | 2003-2004 |
| FK Partizan Belgrado      | Serbia     | 2004-2006 |
| FCU Politehnica Timişoara | Rumania    | 2006-2007 |
| Steaua Bucarest           | Rumania    | 2007-2013 |
| FK Gabala                 | Azerbaiyán | 2013      |

## Títulos
- 1 Liga serbia (Partizan de Belgrado, 2005)